# Peter J. Biondi

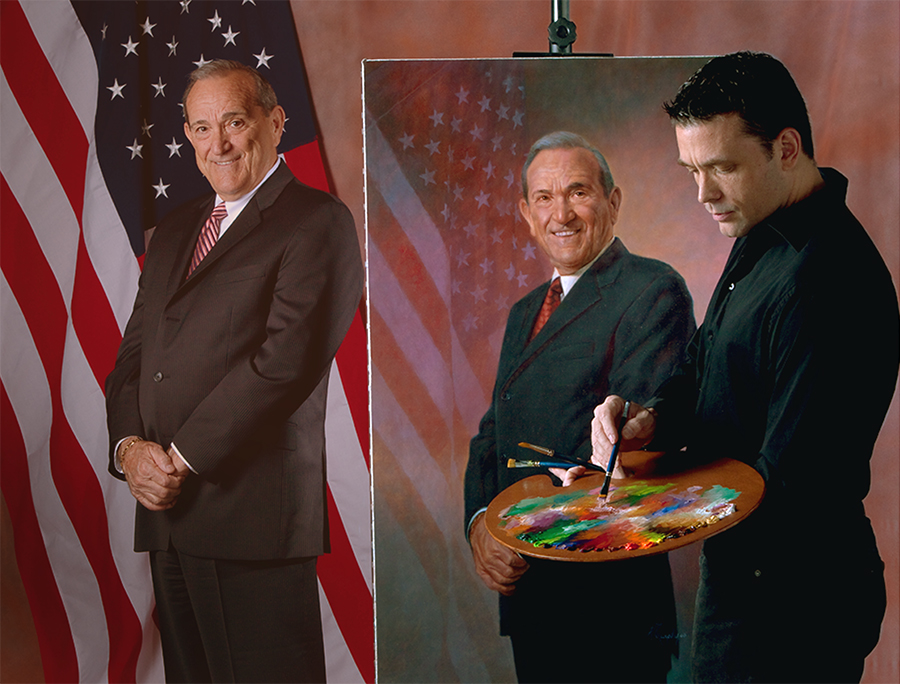
Peter J. Biondi neben seinem Gemälde von Kevin Murphy (2009)

Peter „Pete“ J. Biondi (* 23. Juni 1942 in Newark, New Jersey; † 10. November 2011) war ein US-amerikanischer Politiker der Republikanischen Partei.

## Leben
Der von italienischen Einwandererfamilie abstammende Biondi diente nach dem Besuch der High School von 1961 bis 1967 in der US Army Reserve. Er ließ sich später in Hillsborough Township nieder und war von 1986 bis 1993 Bürgermeister dieser Gemeinde. Daneben hatte er zahlreiche Funktionen in öffentlichen Gremien inne und war unter anderem zwischen 1993 und 1996 Mitglied des Planungsrates von Somerset County.
1998 wurde er als Kandidat der Republikanischen Partei erstmals zum Mitglied in die New Jersey General Assembly gewählt und vertrat in dieser nach mehreren Wiederwahlen bis zu seinem Tod den Wahlkreis 16. Er war unter anderem zwischen 2002 und 2003 stellvertretender Vorsitzender der republikanischen Fraktion in der General Assembly sowie 2008 Vorsitzender der Parteikonferenz der Republikaner von New Jersey.